# يفغيني تاراسوف
يفغيني تاراسوف (25 مارس 1979 بقراغندي في كازاخستان - ) هو لاعب كرة قدم كازاخستاني في مركز الهجوم. شارك مع منتخب كازاخستان لكرة القدم. أما مع النوادي، فقد لعب مع زينيت سانت بطرسبرغ ونادي توبول ونادي شاختار قراغندي ونادي كايرات ونادي موردوفيا سارانسك وسوكول ساراتوف ‏ ونادي كيزيلجار.

## وصلات خارجية
- يفغيني تاراسوف على موقع قاعدة بيانات كرة القدم.إي يو (الإنجليزية)
- يفغيني تاراسوف على موقع ناشيونال فوتبول تيمز (الإنجليزية)